# 田中泯
田中 泯（たなか みん、1945年3月10日 - ）は、日本のダンサー、俳優。
近年では俳優としても著名だが、本人は「オドリは個人に所属できません。私は名付けようもないダンスそのものでありたいのです。」と語り自身の踊りを「舞踏」、自身を「舞踏家（ぶとうか）」と表記されることを「間違い」「誤解」とし、正しい肩書きは「ダンサー」「舞踊家（ぶようか）」または俳優としている。

## 略歴・人物
クラシックバレエを学び、その後アメリカンモダンダンスを学び、1966年よりモダンダンサーとして活躍。
1974年より従来のダンスと呼ばれるもの、またはダンス芸術界そのものに反発し、独自のダンスを開始する。個性を表現するような全身の体毛、髪の毛や眉毛に至るまでの全てを剃り落とし、ペニスには包帯を巻いて、体を土色に着色し、ほぼ裸体に近い状態で、劇場、ライブハウス、美術展覧会場、そして、即存の設えられた場所だけでなく、日常的な場所、または野外などの、ありとあらゆる場所で自身の信じるダンスとしての「ハイパーダンス」を展開した。「ハイパーダンス」を命名したのは編集工学研究所の松岡正剛である。
1978年、海外でのデビューは、パリ秋の芸術祭「日本の間 (MA-Space/Time in Japan)」展に招待参加（磯崎新・武満徹プロデュース、ルーヴル美術館）したことであった。これを契機に、翌79年にはアムステルダム市立美術館、1980年にはアヴィニョン演劇祭、ローマ・カラカラ浴場などで次々と独舞公演を行うことになった。この当時の写真は、2016年に出版された写真家田原桂一による写真集「Photosynthesis 1978-1980 光合成 | Min by Keichi Tahara」において世界初公開された。
1982年、意を決して土方巽に会いに行き、土方巽 演出・振付の田中泯ソロ公演「恋愛舞踏派定礎」（1984年）を決行するに至る。現在の彼は、土方の存在に強い影響を受けたと語る一方で、現存する舞踏という枠に、自身のダンスが分類化され押し込められることを強く拒否している。舞踏の創始者と括られる土方巽をも本人はこう語る。「1950年 - 1960年代、世界中で同時に起こったアンダーグラウンドの文化活動と同じで、土方巽は、私にとって反発とバネを持って独自の方向へと踏み出した表現者である。」現在においては「舞踏はもう終わった」と公言もしている。
同年身体気象研究所を立ち上げ、ダンサーのみならず美術家、映像作家、詩人、哲学者、などあらゆる表現者たちが集う集団を作る。実行委員の一人として東京中野区にオルタナティブスペースとしてplan-B（1982年 - 現在）を立ち上げる。
1985年から山村へ移り住み農業を礎とした日常生活をおくることでより深い身体性を追求。
1986年から2010年にかけて「カラダの可能性を一緒に考える場」としてのダンスワークショップを世界各国で開催した。現在、ヨーロッパを中心としてダンスの方法論としても「身体気象」（ボディウェザー）という言葉が蔓延しているが、これは田中と松岡正剛がともに発案した言葉であるが、特別なイデオロギーを示唆しないと言及している。理路整然と説明できえない彼らの考えるダンスの敬称として生み出された言葉である。また、数多くのワークショップ受講生が世界各地に現存するが、本人が認める唯一の弟子は石原淋のみであると語る。
映像活動としては、伊藤俊也監督の映画『犬神の悪霊（たたり）』（1977年）、NHK大河ドラマ『独眼竜政宗』（1987年）、吉田喜重監督の映画『嵐が丘』（1988年）、伊丹十三監督の映画『あげまん』（1990年）に、シーンの振付家として参加。俳優としては山田洋次監督の『たそがれ清兵衛』（2002年）で初出演を果たす。本作にて、第76回キネマ旬報ベスト・テン新人男優賞、第26回日本アカデミー賞最優秀助演男優賞・新人俳優賞を受賞する。2023年にはヴィム・ヴェンダース監督の映画『PERFECT DAYS』に出演し、第76回カンヌ国際映画祭に参加。テレビドラマへの初出演は、元NHK職員であった映画監督の大友啓史が演出家時代に演出をした、NHK土曜ドラマ『ハゲタカ』である。大宅壮一賞を受賞したNHK職員の国分拓のアマゾンのヤノマミ族を150日間同居取材したドキュメンタリー番組『NHKスペシャル ヤノマミ〜奥アマゾン 原初の森に生きる〜』（60分）などドキュメンタリー番組に参加している。
2022年1月28日、田中泯のダンス公演を追ったドキュメンタリー映画『名付けようのない踊り』が公開された。本作は犬童一心が監督、田中裕子がナレーションを務めた。

## 舞踊団
田中泯をリーダーとして現存していた舞踊集団は、プロジェクト毎に構成されている。中でも長期にわたり同名称で複数回の公演を繰り返したものとして、「舞塾」(1981年 結成 - 1997年 解散)、「桃花村舞踊団」(2000年 結成 - 2006年 解散)がある。

## 略歴
- 1945年 東京に生まれる。
- 1963年 東京都立武蔵高等学校卒業。
- 1965年 東京教育大学を中退。
- 1978年 身体気象研究所を創設。
- 1979年 舞踊批評家協会賞受賞。
- 1981年 舞踊団「舞塾（まいじゅく）」結成。（解散1997年）
- 1982年 西独・ミュンヘン演劇祭最優秀パフォーマンス賞受賞。
- 1984年 土方巽 構成・演出 「田中泯1501回独舞公演『恋愛舞踏派』定礎」 第一生命ホール（日比谷）
- 1985年 山梨県北杜市に身体気象農場開設。
- 1990年 フランス政府より芸術文化勲章騎士章（シュヴァリエ章）受勲。
- 1995年 舞踊批評家協会賞、サントリー地域文化賞受賞。
- 1996年 日本税理士会地域文化賞受賞。
- 1997年 山梨県甲斐市にて舞踊資源研究所設立。国際共同制作シリーズ日本で6作上演。
- 1998年 舞踊批評家協会賞受賞。
- 2000年 共同生活を共にする若者で組織された「桃花村舞踊団」（解散2010年）、「農事組合法人桃花村」を同時に設立（解散2011年）。
- 2001年 日本現代藝術振興賞受賞。
- 2006年 2005年独舞作品[赤光]と[透体脱落]により朝日舞台芸術賞受賞、同時にキリンダンスサポート ダブル受賞
- 2011年 第一回吉阪隆正賞 受賞[7]
- 2012年 第6回円空賞 円空賞受賞[8]
- 2013年 豊田市美術館フランシス・ベーコン展 献上[9]
- 2021年 2020年 舞台『村のドン・キホーテ』Yo! Don Quixote」により第15回日本ダンスフォーラム賞（JaDaFo賞）大賞受賞

## 主なダンス活動
- 1980年 独舞 フランス・アヴィニヨン芸術祭
- 1984年 独舞 ギリシア古代演劇祭 ワールドオープニング「オィデイプス」(主演・振付)
- 1987年 舞台作品 パリ オペラ・コミック座 「我々は風景を踊れるか」(演出・振付・主演)
- 1989年 舞台作品 ニューヨーク ブルックリン・アカデミー・オブ・ミュージック「我々は風景を踊れるか」(演出・振付・主演)
- 1990年 舞台作品 パリ・オペラ・コミック座 「春の祭典」 (演出、振付、出演)、 美術リチャード・セラ、音楽野口実、照明ジャン・カルマン[4日間公演には各日特別ゲスト出演 (リチャード・セラ（美術家）、クロード・ピカソ（美術、写真家）、合田成男（舞踊評論家）、フェリックス・ガタリ（哲学者）]
- 1997年 舞台作品 「ザ・ポー・プロジェクト─粘膜の嵐」 (演出)、脚本：スーザン・ソンタグ
- 1994年 舞台作品  リレハンメル冬季オリンピック芸術祭委嘱作品「ムンク 生命の踊り」(演出・振付・主演)
- 1994年 デュオ NYグッゲンハイム美術館主催 「戦後日本の前衛美術」オープニング、共演：セシル・テイラー（ピアニスト）
- 1998年 舞台作品 「20世紀末版 春の祭典(モスクワ芸術座)」(演出)、出演：舞踊団ロシアンシーズンズ

## オペラ作品（出演・振付）
- 1988年 新日本フィルハーモニー「カルミナ・ブラーナ」小澤征爾 (指揮) 、田中泯(出演・振付)
- 1990年 新日本フィルハーモニー「サロメ」小澤征爾 (指揮) 、田中泯(出演・振付)
- 1992年 サイトウ記念オーケストラ オペラ「エディプス王」小澤征爾 (指揮) 、ジュリー・テーモア(演出)、田中泯　(出演・振付)、ジェシー・ノ一マン (共演)
- 1994年 アムステルダム 国立ミュージック・シアター「我々に風景は踊れるか」ピエール・アウディ(演出)、田中泯(振付)、カレル・アッペル(美術)、ジャン・カルマン(照明)
- 1997年 バイエルン国立歌劇場 オペラ「ヴィーナスとアドニス (オペラ)（英語版）」ヘンツェ(作曲)、ピエール・アウディ（英語版）（演出）、田中泯　(振付・演出助手)[10]
- 2006年 ザルツブルク音楽祭 モーツァルト生誕250年祭 「魔笛」リッカルド・ムーティ (指揮)、ウィーン・フィル ハーモニー (演奏)、ピエール・アウディー (演出)、カレル・アッペル (美術)、ジョージ・ジャラ (衣装)、ジャン・カルマン (照明)、田中泯　(振付)

## 出演

### 映画
- たそがれ清兵衛（2002年、松竹） - 余吾善右衛門 役
- 隠し剣 鬼の爪（2004年、松竹） - 戸田寛斎 役
- メゾン・ド・ヒミコ（2005年、アスミック・エース） - 卑弥呼（吉田照男）役
- 地下鉄に乗って（2006年、松竹） - 野平先生 役
- ウミヒコヤマヒコマイヒコ（2007年）
- ヘブンズ・ドア（2009年、アスミック・エース） - 辺見 役
- ナイト・トーキョー・デイ（2009年、ディンゴ、スペイン映画） - 録音技師役
- ヤノマミ 奥アマゾン・原始の森に生きる（2009年、NHKエンタープライズ / ティ・ジョイ） - ナレーション
- 八日目の蟬（2011年、松竹） - タキ写真館・滝 役
- ほかいびと（2012年、ヴィジュアル・フォークロア） - 俳人・井上井月 役
- 外事警察 その男に騙されるな（2012年、東映 / S・D・P） - 徐昌義 役
- 始まりも終わりもない（2013年、マジックアワー）
- RETURN ハードバージョン（2013年、アークエンタテインメント） - 御殿川会長 役
- 47RONIN（2013年、東宝東和） - 浅野内匠頭 役
- 永遠の0（2013年、東宝） - 景浦介山 役
- 祖谷物語 おくのひと（2014年、映画「祖谷物語」製作実行委員会） - お爺 役
- るろうに剣心 京都大火編 / 伝説の最期編（2014年、ワーナー・ブラザース映画） - 柏崎念至 / 翁 役
- ソ満国境 15歳の夏（2015年） - 金成義（ジンツンイ） 役
- 蜃気楼の舟（2016年） - 老 役
- 無限の住人（2017年4月29日） - 吐鉤群 役
- DESTINY 鎌倉ものがたり（2017年12月9日） - 貧乏神 役
- 羊の木（2018年2月3日） - 大野克美 役[11]
- アウトサイダー（2018年、Netflix） - アキヒロ 役
- 人魚の眠る家（2018年） - 播磨多津朗 役[12]
- アルキメデスの大戦（2019年） - 平山忠道 役[13]
- サバハ（2019年） - チベットの高僧 ネチュンテンパ 役
- いのちの停車場（2021年5月21日、東映） - 白石達郎 役
- HOKUSAI（2021年5月28日、S・D・P） - 主演・葛飾北斎（老年期） 役（柳楽優弥とのW主演）[14]
- 名付けようのない踊り（2022年1月28日、ハピネットファントム・スタジオ） - 本人 役[15]
- 峠 最後のサムライ（2022年6月17日） - 河井代右衛門役[16]
- 餓鬼が笑う（平波亘監督、2022年）高島野十郎役
- 銀河鉄道の父（2023年5月5日、キノフィルムズ） - 宮沢喜助 役[17][18]
- こんにちは、母さん（2023年9月1日、松竹）
- PERFECT DAYS（2023年12月22日、ビターズ・エンド） - ホームレス 役[19]
- わたくしどもは。（2024年5月31日、テツヤトミナフィルム） - 館長 役[20][21]
- 本心（2024年11月8日、ハピネットファントム・スタジオ） - 若松 役[22]
- 国宝（2025年6月6日、東宝） - 小野川万菊 役[23]

### 劇場アニメ
- 鉄コン筋クリート（2006年、アスミック・エース） - ネズミ（鈴木） 役
- ちいさな英雄-カニとタマゴと透明人間-「透明人間」 （2018年8月24日、スタジオポノック） - 盲目の男 役
- 海獣の子供（2019年6月7日公開、東宝映像事業部） - ジム 役[24]

### テレビドラマ
- ハゲタカ（2007年、NHK） - 加藤幸夫 役
- 大河ドラマ（NHK）
  - 龍馬伝（2010年） - 吉田東洋 役[25]
  - 鎌倉殿の13人（2022年） - 藤原秀衡 役[26]
- ETV特集『トルストイの家出』（2010年12月5日、NHK Eテレ）- 朗読（トルストイ 役）
- NHK盛岡放送局地域発ドラマ 続・遠野物語「ずぶぬれ」（2010年12月10日、NHK・東北六県放送 / 12月21日、NHK全国放送） - 菊池健司 役
- BS時代劇 妻は、くノ一（2013年、NHK BSプレミアム） - 松浦静山 役
  - 妻は、くノ一 〜最終章〜（2014年）
- プレミアムドラマ 人生、成り行き 天才落語家・立川談志 ここにあり（2013年8月11日・8月18日、NHK BSプレミアム） - 立川談志 役
- グーグーだって猫である 第1話・第4話（2014年10月18日・11月8日、WOWOW） - ホームレス 役[27]
- 連続テレビ小説 まれ（NHK、2015年） - 桶作元治 役
- 夢を与える（2015年5月 - 6月、WOWOW） - 社長 役
- リスクの神様（2015年7月 - 9月、フジテレビ） - 関口孝雄 役
- いつかこの恋を思い出してきっと泣いてしまう（フジテレビ、2016年1月18日 - 3月21日） - 曽田健二 役[28]
- グーグーだって猫である2 -good good the fortune cat- 最終話（2016年7月16日、WOWOW） - 赤間 役
- 鬼平犯科帳 THE FINAL 後編 雲竜剣（フジテレビ、2016年12月2日） - 堀本伯道 役 [29]
- A LIFE〜愛しき人〜（2017年、TBS） ‐ 沖田一心 役
- 冬芽の人（2017年4月5日、テレビ東京） - 謎の老人 役
- 社長室の冬（2017年、WOWOW） - 長澤英昭
- 連続ドラマW 東野圭吾「片想い」（2017年、WOWOW） - 相川冬紀 役
- 命売ります（2018年、BSジャパン） ‐ 岸宗一郎 役
- 闇の伴走者〜編集長の条件（2018年、WOWOW） - 校条啓蔵 役
- モンテ・クリスト伯 -華麗なる復讐-（2018年、フジテレビ） ‐ ファリア真海 役
- 戦争めし（2018年、NHK BSプレミアム） - 吉井耕三 役[30]
- 僕らは奇跡でできている（2018年） - 相河義高 役
- 黒書院の六兵衛（2018年、WOWOW）- 的矢清右衛門 役
- 長閑の庭（2019年、NHK BSプレミアム）- 榊郁夫 役
- あの家に暮らす四人の女 (2019年9月30日、テレビ東京) - 山田一郎 役[31]
- サギデカ (2019年8月31日 - 9月28日 NHK) - 桑原傑 役
- 贋作 男はつらいよ（2020年） - 池内青観 役
- バイプレイヤーズ（2021年） - 田中泯（本人役） 役
- 17才の帝国（2022年5月7日 - 6月4日、NHK総合）- 保坂重雄 役[32]
- ばらかもん（2023年7月12日 - 9月20日、フジテレビ） - 八神龍之介 役[33]
- 正直不動産2 最終話（2024年3月12日、NHK総合・NHK BSプレミアム4K） - 狭山昭雄 役
  - 正直不動産ミネルヴァ Special（2025年2月5日、NHK BS） - 狭山昭雄 役[34][35]
- 19番目のカルテ（2025年7月13日 - 、TBS） - 赤池登 役[36]

### 配信ドラマ
- RETURN（2013年、UULA） - 御殿川会長 役
- SPECサーガ黎明篇「Knockin’on 冷泉’s SPEC Door」〜絶対預言者 冷泉俊明が守りたかった幸福の欠片〜（2021年、Paravi） ‐ 老人 役
- GAME OF SPY（2022年、Amazon Prime Video）- 海崎尚人 役[37]
- フクロウと呼ばれた男（2024年、Disney+） - 主演・大神龍太郎 役[38]

### その他のテレビ番組
- 1億人の富士山スペシャル「いつになったら 詩人 金子光晴」（2006年、山梨放送） - 朗読・出演
- NHKスペシャル
  - ヤノマミ 〜奥アマゾン・原初の森に生きる〜（2009年）- ナレーション
  - 貧者の兵器とロボット兵器〜自爆将軍ハッカーニの戦争〜（2010年）- ナレーション
  - 謎の古代ピラミッド〜発掘・メキシコ地下トンネル〜（2014年）- ナレーション
- 太宰治短編小説集『走れメロス』（2010年、NHK衛星第2テレビジョン）
- ETV特集 人を動かす絵 田中泯 画家ベーコンを踊る（2013年8月3日、NHK Eテレ）[39]
- 大人のためのサイエンスファンタジー「トナリのウチュウ」（2015年10月17日、NHK BSプレミアム）
- 100分de名著（NHK教育テレビジョン） - 朗読
  - 2016年12月期・野生の思考
  - 2019年2月期・大衆の反逆
- NNNドキュメント「カネのない宇宙人 信州 閉鎖危機に揺れる天文台」（2020年2月10日、日本テレビ）- ナレーション
- ワイルドライフ スペシャル オカバンゴ 水の魔法が生み出すアフリカの奇跡（2021年1月9日、NHK BSプレミアム） - ナレーション
- ゴッドハンド（2022年3月9日 - 、NHK BSプレミアム他） - ナレーション[40]
- 新 街道をゆく「北のまほろば」（2023年5月17日、NHK BSプレミアム）- 朗読[41]
- 日曜美術館「天にささげる“霧” 霧の彫刻家・中谷芙二子」（2023年9月3日、NHK Eテレ）- 場踊り[42]

### CM
- ソフトバンクモバイル 「中華飯店」篇（2015年）[要出典]
- 味の加久ノ屋 いちご煮のCM （20??年）[要出典]
- サッポロビール 「第99回箱根駅伝用オリジナルCM」年始特別バージョン（2023年1月2日 - ）[43]

### ラジオ
- 反田恭平のピアノ・ジャム！（2021年3月21日、NHK-FM）- ゲスト[44]

### ミュージックビデオ
- 人間椅子「命売ります」（2018年）
- KOHH「ひとつ」(2019年)
- 米津玄師「カナリヤ」（2020年）[45]

### 写真集
- 写真集 田中泯『海やまのあひだ』（工作舎、2007年、ISBN 978-4-87502-400-2）[46]
- 田中泯 x 田原桂一 写真集『Photosynthesis』（スーパーラボ、2016年、ISBN 978-4-905052-97-5）

### 著書
- 田中泯 著『僕はずっと裸だった』（工作舎、2011年、ISBN 978-4-87502-440-8）
- 田中泯＋松岡正剛 著『意身伝心』（春秋社、2013年、ISBN 978-4-393-33321-1）